# ビートたけしの!こんなはずでは!!
『ビートたけしの!こんなはずでは!!』は、2003年4月19日から2004年9月25日までテレビ朝日系列で放送されていた検証バラエティ番組で、ビートたけしの冠番組である。

## 概要
事の由来や普段紹介されたことのない隠れた事実を紹介する。
「ビートたけしのTVタックル」のビートたけしが「人類の歴史は失敗と悪巧みから生まれた。ビートたけしの!こんなはずでは!!」と言って番組が始まる。物事の由来や普段紹介されることのなかった隠れた事実を紹介する。
VTRのナレーションは永井一郎や郷里大輔（「TVタックル」と兼任）などが行い、オチには必ず「ああ、こんなはずでは…!!」と言い、ビルがダイナマイトで崩れる映像が映し出される。
また最初期では著名芸能人が再現VTRに出演していた。
番組開始前の発表では「悪魔のひらめき!」というタイトルだった。

## 出演者
司会・アシスタント
- ビートたけし（司会）
- 江口ともみ（アシスタント）

レギュラー出演
- さまぁ〜ず（大竹一樹・三村マサカズ）
- ガダルカナル・タカ

また、さまぁ～ずが正式にレギュラー出演者と決定される前はくりぃむしちゅーやアリtoキリギリス等も出演していた。
ゲスト出演
- 毎週ではないが、ゲストとしてよく出演する芸能人に俳優の佐野史郎、女優の十朱幸代、ジャーナリストの鳥越俊太郎らがいる。

## 主なスタッフ
- 構成：渡邊健一、武田浩、小山薫堂、富樫佳織、塩沢航、興津豪乃
- ナレーター：永井一郎、郷里大輔、杉本るみ、広川太一郎
- スタジオ技術：
  - ＴＤ：山本信之（テレビ朝日）
  - カメラ：石黒康一（テレビ朝日）
  - 音声：深津友裕（テレビ朝日）
  - 照明：小島裕行
  - ＶＥ：井上亮（テレビ朝日）
- 美術：北原國彦（テレビ朝日）
- デザイン：出口智浩（テレビ朝日）
- 美術進行：高橋徹（テレビ朝日クリエイト）
- 大道具：松岡美都司（俳優座劇場）
- 小道具：中村善久（テレフィット）
- 電飾・モニター：高橋友之（テルミック）
- ヘアメイク：磯部館嘉彦
- メイク：小笠原和美（川口カツラ）、畑山沙織（川口カツラ）
- スタイリスト：石井祥子
- タイトル：安田達夫
- ＣＧ：ぴーたん近藤（ディーレンジ）
- 編集：植木義憲（TDKコア）
- ＭＡ：日吉寛（TDKコア）
- オフライン：田中寛人（Wind up）
- 音響効果：柳原英博（佳夢音）、篠原光（佳夢音）
- ＴＫ：船木玉緒（エムアンドエムinc.）
- 技術協力：LOOP、ゼファー
- 企画協力：オフィス北野
- リサーチ：ノマド、Cheerio、ジーワン、T2ファージ
- 編成：吉川昌克（テレビ朝日）、吉田勝文（テレビ朝日）
- 宣伝：中村雪浩（テレビ朝日）
- スーパーバイザー：青山幸光（テレビ朝日）
- 企画
  - プロデューサー：山崎聖史（ウッドオフィス）、久保田芳樹（nexus）
  - ディレクター：大嶋伸夫（ウッドオフィス）、村岡信之（nexus）、高橋和一（nexus）
- ディレクター：大江達樹（テレビ朝日）、小島健嗣（テレビ朝日）、石和富志男（スーパープロデュース）
- チーフディレクター：馬越崇史（テレビ朝日）
- プロデューサー：小林正（テレビ朝日）
- チーフプロデューサー：山本隆司（テレビ朝日）
- 制作協力：テレコムスタッフ、AMAZON、ネクサス、スーパープロデュース、NONPRO
- 制作著作：テレビ朝日

## ネット局
系列は番組終了時のもの。
| 放送対象地域  | 放送局           | 系列           | ネット形態 |
| ------------- | ---------------- | -------------- | ---------- |
| 関東広域圏    | テレビ朝日       | テレビ朝日系列 | 制作局     |
| 北海道        | 北海道テレビ     | テレビ朝日系列 | 同時ネット |
| 青森県        | 青森朝日放送     | テレビ朝日系列 | 同時ネット |
| 岩手県        | 岩手朝日テレビ   | テレビ朝日系列 | 同時ネット |
| 宮城県        | 東日本放送       | テレビ朝日系列 | 同時ネット |
| 秋田県        | 秋田朝日放送     | テレビ朝日系列 | 同時ネット |
| 山形県        | 山形テレビ       | テレビ朝日系列 | 同時ネット |
| 福島県        | 福島放送         | テレビ朝日系列 | 同時ネット |
| 新潟県        | 新潟テレビ21     | テレビ朝日系列 | 同時ネット |
| 長野県        | 長野朝日放送     | テレビ朝日系列 | 同時ネット |
| 山梨県        | 山梨放送         | 日本テレビ系列 | 遅れネット |
| 静岡県        | 静岡朝日テレビ   | テレビ朝日系列 | 同時ネット |
| 石川県        | 北陸朝日放送     | テレビ朝日系列 | 同時ネット |
| 中京広域圏    | 名古屋テレビ     | テレビ朝日系列 | 同時ネット |
| 近畿広域圏    | 朝日放送         | テレビ朝日系列 | 同時ネット |
| 広島県        | 広島ホームテレビ | テレビ朝日系列 | 同時ネット |
| 山口県        | 山口朝日放送     | テレビ朝日系列 | 同時ネット |
| 香川県 岡山県 | 瀬戸内海放送     | テレビ朝日系列 | 同時ネット |
| 愛媛県        | 愛媛朝日テレビ   | テレビ朝日系列 | 同時ネット |
| 福岡県        | 九州朝日放送     | テレビ朝日系列 | 同時ネット |
| 長崎県        | 長崎文化放送     | テレビ朝日系列 | 同時ネット |
| 熊本県        | 熊本朝日放送     | テレビ朝日系列 | 同時ネット |
| 大分県        | 大分朝日放送     | テレビ朝日系列 | 同時ネット |
| 鹿児島県      | 鹿児島放送       | テレビ朝日系列 | 同時ネット |
| 沖縄県        | 琉球朝日放送     | テレビ朝日系列 | 同時ネット |